# BAM (kunst)
BAM was een onafhankelijk Vlaams steunpunt en richtte zich als instituut op de sectoren van de beeldende, audiovisuele en mediakunst. De naam BAM was afkomstig van de beginletters van deze drie sectoren.

## Geschiedenis
In december 2001 werden het steunpunt voor audiovisuele kunsten Initiatief Audiovisuele Kunsten (IAK) en het steunpunt voor beeldende kunsten Initiatief Beeldende Kunsten (IBK) opgericht op initiatief van de Vlaamse overheid.
In 2007 fuseerden de steunpunten IAK en IBK met elkaar en vormden samen het steunpunt BAM.
Op 1 januari 2015 werd de werking van BAM stopgezet en voortgezet door Kunstenpunt, een fusie van BAM met het Vlaams Theater Instituut en Muziekcentrum Vlaanderen.